# Ноель Ґевор (Мікаелян)
Ноель Ґевор (Мікаелян) (нім. Noel Gevor Mikaelian; 18 вересня 1990, Єреван) — німецький професійний боксер вірменського походження, чемпіон світу за версією WBC (2023—2024) у першій важкій вазі.

## Професіональна кар'єра
2011 року дебютував на професійному рингу. На початковому етапі перемагав боксерів невисокого класу. 5 вересня 2015 року переміг Данієля Алехандро Санабрі (Аргентина) і завоював титул WBO International у першій важкій вазі. Провів три успішних захиста титулу.
20 травня 2017 року зазнав першої поразки за очками від Кшиштофа Влодарчика (Польща).
2018 року ввійшов до складу учасників Всесвітньої боксерської суперсерії у першій важкій вазі і отримав у суперники по чвертьфіналу Майріса Брієдіса (Латвія). 10 листопада 2018 року поєдинок завершився перемогою Майріса Брієдіса одностайним рішенням суддів.
12 грудня 2020 року здобув перемогу нокаутом над Джессі Браяном і завоював титул WBC International у першій важкій вазі.
12 лютого 2022 року зустрівся у бою з колишнім «тимчасовим» чемпіоном WBA конголезцем Йорі Каленга і здобув перемогу за очками.
4 листопада 2023 року вийшов на бій за вакантний титул чемпіона світу за версією WBC у першій важкій вазі проти ексчемпіона світу Ілунга Макабу (Конго). Вже у другому раунді Ґевор надіслав суперника у нокдаун. У третьому раунді конголезець знов пропустив серію ударів і впав на настил. Він зумів піднятися, але рефері зупинив бій, оголосивши перемогу Ґевора технічним нокаутом.
Через суперечки щодо умов контракту зі своїм промоутером Доном Кінгом Ґевор припинив виступи майже на 2 роки, через що у грудні 2024 року був переведений у «чемпіони у відпусці».
3 травня 2025 року зустрівся в бою з чемпіоном світу WBC у першій важкій вазі Баду Джеком (Швеція) і зазнав поразки рішенням більшості суддів.